# Makina
Pour les articles homonymes, voir Makina (homonymie).
Genres dérivés
J-core, melbourne bounce
Genres associés
Hard trance, happy hardcore, trance, gabber, hardstyle
La makina (espagnol : mákina) est un sous-genre musical de la techno hardcore ayant émergé en Espagne au début des années 1990. Elle se caractérise par un tempo élevé oscillant entre 150 à 190 BPM, des kicks profonds et parfois distordus, des basses ainsi que des mélodies simples. Le mot signifie « machine » en espagnol, et est pour la première fois utilisé en 1995 pour décrire un style de musique déviant joué dans les discothèques situées à proximité des zones industrielles.
La makina est associée à une culture jeune ayant ses propres codes, son vocabulaire, ses rites. Les « makineros » et « makineras » barcelonais et valenciens ont quelques similitudes avec les gabbers néerlandais issus des années 1990. Le genre gagne significativement en popularité au niveau international entre la fin des années 1990 et le début des années 2000, principalement en Europe et au Japon. Cependant, il décline encore plus significativement passé le milieu des années 2000. Dans les années 2010, le genre stagne par endroit, et maintient une certaine popularité dans des pays tels que le Royaume-Uni.
En Espagne, berceau de la makina, le genre était représenté par des clubs tels que Xque, Pont Aeri, Chasis, et Activa. Les pionniers espagnols du genre incluent Ruboy, Gerard Requena, Pastis y Buenri, Skudero, et Xavi Metralla.

## Terminologie
Le nom de « makina » est dérivé du mot espagnol mákina, signifiant « machine »,. En Espagne, le terme populaire de « música mákina » désigne les bases technologiques d'une musique qui fait usage de machines électroniques, d'un synthétiseur, d'un ordinateur et d'un mixeur notamment, en plus d'un environnement « écologique » (lumières, décorations, ambiance) et de réseaux de communication (flyers, Internet, chaînes télévisées).

## Histoire

### Origines
La makina est initialement connue comme un sous-genre, ou une composante, d'un genre musical appelé bakalao,,. Pendant l'été 1987, le bakalao, mélange des sonorités pop et dance, se popularise à partir des clubs valenciens dans de nombreuses régions espagnoles et dans les pays frontaliers,,. Il existe plusieurs points auxquels le bakalao est possiblement rattachée.
L'origine de la makina est retracée dans les compositions électroniques des années 1980 en Allemagne et aux États-Unis, motivée par l'avènement de l'ordinateur et des synthétiseurs comme méthode de création musicale. Selon certaines sources également, l'acid house serait à l'origine de la création de la makina, qui est par la suite influencée par des emprunts et échanges avec les genres house, techno et techno hardcore. Le genre se fait appeler bakalao jusqu'au milieu des années 1990.

### Popularisation locale
Le sous-genre musical se répand progressivement jusqu'au nord-est de la Catalogne et connaît son plus grand succès dans la région de Barcelone, notamment grâce à des soirées telles que A.C.T.V, ou dans les boîtes de nuit comme Xque, Chasis, Pont Aeri, et Scorpia, toutes principalement situées à Barcelone. Des compilations enregistrées lors de ces soirées contribuent également à l'essor de la makina, en particulier grâce à la série de compilations comme Chasis, Fiesta en Cabina et Decibèlia Flaix dans les années 2000. Toutefois, ces boîtes de nuit pionnières ferment au milieu des années 1990, avec le déclin de la culture Ruta Destroy, et repoussent ainsi le genre musical en Catalogne. À cette époque, des compositeurs, producteurs et disc jockeys locaux se popularisent comme Ricardo F, Juan Cruz, Ruboy, Gerard Requena, Pastis y Buenri, Nando Dixkontrol, Skudero, et Xavi Metralla.
Dans le même temps, un bon nombre de singles contribuent à la popularisation de la makina auprès du grand public, parvennant à atteindre les classements musicaux espagnols ; ces titres incluent notamment Extasia (Dr. Who Remix) de Skudero, Pildo de Pastis y Buenri, Pont Aeri Vol.2 de Skudero et Buenri, et Pont Aeri Vol.3 de Skudero et Xavi Metralla. La chanson Streamline du groupe Newton, sortie en 1994, contribue à cette popularisation en servant de support musical à une publicité américaine de la marque Pepsi en 1996, apparition suivie par son entrée dans les classements musicaux en France en 1997. À Valence, les ventes de vinyles catégorisés techno, house et makina se maintiennent. En plein pic de popularité, quelques représentants du genre comme Skudero et Xavi Metralla passent dans l'émission musicale Música sí diffusée sur la chaine espagnole TVE.

### Popularisation internationale
La makina se popularise hors des frontières espagnoles, en France, à la fin des années 1990. Une discothèque, Marina Atlantide, située à Port-Barcarès près de Perpignan, dans les Pyrénées-Orientales, voit naître les premières soirées makina françaises. Pendant les années 2000, l'animateur radio et disc jockey sur RCM-FM, DJ Choupy, se consacre à une émission hebdomadaire de deux heures, exclusivement dédiée à la makina, baptisée Pulsion Makina en 2006 puis en 2008, consacre quelques morceaux dans son émission BPM Attack .
Au Royaume-Uni, la makina se popularise rapidement, principalement dans le nord-est de l'Angleterre, dans des villes comme Newcastle. Cette popularisation démarre notamment avec DJ Scott qui lancera sa société MakinaUK en 1999. Certaines discothèques telles After Dark 2, The Darkside, Powerhouse, et plus particulièrement New Monkey ont fait, et font toujours la promotion du genre. Certains clubs actuels tels The Beginning et Hanger 13 restent actifs à Spennymoor et organisent mensuellement, avec Eclipse, des soirées makina pour les moins de 18 ans. Eclipse est le plus gros évènement makina organisé pour les jeunes de moins de 18 ans en Angleterre. Ces évènements influencent un bon nombre de jeunes talents alternant DJing et production musicale. La makina est également popularisée en Écosse grâce au club Dimensional de Glasgow, situé sur le même style que celui du nord-est de l'Angleterre, avec un bon nombre de MC et disc jockeys venant du nord-est de l'Angleterre pour jouer au Dimensional.
Beaucoup plus loin du continent européen, la makina se popularise dans la scène musicale japonaise inspirée par le mode de vie otaku et le J-core. M-Project, compositeur et producteur local du genre, inspiré notamment par les chansons étiquetées Bit Music, semble être fortement lié à la popularisation du genre au Japon au début des années 2000. Dans une entrevue publiée en 2011 sur le site Makina Force, il explique que « les Japonais sont très sensibles à ce qui est mélodieux » et « pense donc qu'ils préfèrent un genre comme la makina, qui est composé de puissantes mélodies, plutôt qu'un genre composé de peu de mélodie. » Il explique également qu'en parallèle à la déclinaison locale de la makina, il commence à commercialiser sa propre série de compilations intitulée Underground Makina Connectionz. Certains groupes et DJ indépendants prennent sa suite comme Sharpnel, Technetium et REDALiCE qui aideront à la popularisation de la makina au Japon, via des compilations, des soirées annuelles, et leur participation à des jeux de rythme sur borne d'arcade comme StepMania et Beatmania, distribués par Konami,,.

### Déclin
En 2002, l'émission télévisée Operación Triunfo est lancée en Espagne, et popularise massivement la musique pop dans le pays. Par conséquent, à cette période, les clubs jouant de la makina remplacent le genre par de la pop ou de la musique house, et réduisent alors le nombre d'auditeurs adeptes à la makina.
Le style musical semble également s'essouffler dans les années 2010 en Europe[source insuffisante]. Une partie des makineros pense que la fermeture du Xque original en 2007 sonne le glas de la makina. L'ouverture de l'Activa ne permet pas de redonner un second souffle. La tendance de Pastis y Buenri à n'y mixer que les productions issues de leur label a semble-t-il appauvrit le genre. De plus, l'abandon du disque vinyle au profit des lecteurs CD[réf. nécessaire] touche fortement l'industrie de la makina[réf. nécessaire]. La vente de disques vinyles permettait aux maisons de disques de se financer et de produire de nouveaux artistes et de nouveaux titres.
Avec l'avènement des platines CD, puis des platines numériques, le téléchargement illégal se démocratise et finit par faire stopper les presses de disques vinyles, à provoquer la fermeture des disquaires, et enfin des labels makina. Également, la grave crise économique que traverse l'Espagne pendant les années 2010 réduit le nombre d'entrées dans les discothèques, obligeant les deux locomotives du genre, Activa et Pont Aeri, à fermer leurs portes. Sans ces boîtes mythiques, sans distribution et sans réelle nouveauté, la makina a du mal à recruter de nouveaux makineros, et semble maintenant réservée aux nostalgiques du genre[réf. nécessaire].

### Stagnation
Dans les années 2010, le genre garde une audience limitée dans certaines régions. Selon Ruboy, pionnier du genre, la makina demeure dynamique au Japon. Elle reste également très dynamique au Royaume-Uni, en particulier à Newcastle,,,. Buenri participe au festival The Kings of Hardcore le 31 octobre 2017 avec un set makina.

## Caractéristiques

### Style musical
En très grande majorité, les disc jockeys, compositeurs et producteurs utilisent habituellement un logiciel informatique ; ces logiciels impliquent notamment FL Studio et Cubase. Au début des années 1990, la makina se caractérisait par un tempo oscillant entre 155 et 180 BPM. La plupart des chansons du genre reprenaient des instruments de percussion issus du breakbeat (claps, hats et charleys principalement). Généralement, le courant musical makina se décompose en plusieurs types : bases (morceaux sans mélodie, que les disc jockeys peuvent mélanger à des morceaux mélodiques durant un mix), cantaditas (morceau avec paroles), makina evolutive (qui désigne de nombreux morceaux produits entre 2003 et 2005, influencés par la hard trance et le hardstyle notamment) et makina revival/remember (parfois employé pour désigner la makina dite « classique » des années 1990). Vice Magazine décrit la makina comme « une forme de techno espagnole caractérisée par des synthés hard trance qui bondissent à une vitesse ahurissante. » De par son instrumentation similaire, la makina est souvent confondue à tort par les auditeurs et la presse spécialisée avec le happy hardcore.
La makina se caractérise par un tempo allant au-delà de 165 BPM (rarement moins) et, la plupart du temps, par une ou plusieurs voix souvent pitchées et reprises d'autres musiques (hip-hop, rap, R'n'B, rock et autres), extraits de films inclus durant l'intro et l'outro d'un morceau. Autant dans les « bases » que dans les morceaux mélodieux, certains instruments sont dérivés d'un synthétiseur (également dérivé de l'acid house) et/ou d'échantillons sonores quelconques distordus pour marquer la transition entre l'intro et l'outro. Elle est également et principalement caractérisée par des kicks, des basses fortes souvent bouncy (« bondissantes ») et majoritairement accompagnées par des rides, charlestons (hats), claps, et de crashs pour la transition entre les morceaux. Les kicks sont plus ou moins profonds et/ou distordus selon les échantillons utilisés et alternent souvent plus rapidement (allant de 4/4 à 16/4). Le Roland TR-909 est utilisé comme synthétiseur par défaut durant les morceaux mélodieux. Depuis la création de la makina, de nombreuses lignes mélodiques populaires (morceaux de synthpop, new wave et musiques traditionnelles) ont été reprises. Les basses sont également produites sous Roland, ou d'autres synthétiseurs comme Albino 3.
Hormis le fait que la makina peut être composée et produite, elle peut également être mixée à volonté. Le style de mix makina consiste souvent à fusionner ensemble plusieurs morceaux (en général un morceau de type « base » avec un morceau mélodique).

### Culture
La culture makina est une culture jeune associée à la musique makina. Elle déploie ses propres codes, ses rites d'appartenance et ses singularités. Les fans de makina sont nommés « makineros » pour les garçons, et « makineras » pour les filles. Pour le critique musical Simon Reynolds, « les « makineros » passent une bonne partie de leur temps libre à faire la fête, utilisant un langage adapté à la société contemporaine, qui implique l'incorporation complète de la technologie post-industrielle chez la jeunesse. ».
À l'instar d'autres cultures musicales underground comme la culture gabber aux Pays-Bas, et avec une certaine simultanéité, la culture et la musique makina sont décrites de façon négative par la presse écrite et le grand public. D'une part, la makina y est associée à la mouvance néonazie ; d'autre part, les attroupements de jeunes lors de fêtes non autorisées, donc hors la loi, sont critiquées et nécessitent parfois l'intervention des forces de l'ordre. Pour le premier point, il est effectivement à déplorer parmi les « jeunes adeptes de la makina » d'une minorité de néonazis se réclamant du fascisme ; la danse des makineros, somme toute d'aspect assez martial tout comme le hakken des gabbers, laisse craindre l'amalgame et la généralisation au rédacteur d'un article du journal français Le Monde en 2002. Selon David Pàmies Sabatés (Buenri), « un public qui danse en levant les bras, proche des enragés du foot, une musique agressive et une imagerie qui flirte avec les symboles guerriers, il n'en fallait pas plus pour coller une étiquette d’extrémiste à la makina. »
En 1995, alors qu'une partie de son public, d'origine ouvrière, bascule dans l'extrême droite, le mouvement makina connaît un rejet de l'intelligentsia catalane et se trouve infiltré par des groupuscules néonazis. De ce fait, Oriol Casamitjana (DJ Uri), producteur et DJ, se voit retirer l'une de ses compilations de la vente en France, car une étiquette de « musique fasciste » y avait été appliquée. Pour le second point, par exemple, une patrouille de police locale a dû disperser en août 1999 un millier de jeunes individus regroupés dans une zone militaire abandonnée décrit par les médias comme « un étrange mélange d'okupas, cibernéticos [...], et makineros. ».

## Artistes et labels
Dans le courant de la makina, des artistes professionnels (actuellement perçus comme pionniers du genre) se sont fait connaître et de nouveaux artistes (autrefois amateurs, voire toujours amateurs) se font connaitre du grand public. Les pionniers du genre se nomment Toni Peret et José Maria Castells, en 1987, qui ont fait connaître le genre grâce aux ventes de compilations et megamixes. Beaucoup plus tard, vers 1999, des artistes, désormais pionniers du genre, tels que Ruboy, Dany BPM, Xavier Escudero Gonzàlvez et Marc Escudero Gonzàlvez ou encore Gerard Requena, marquent un tournant exceptionnel dans l'histoire de la makina. Un autre pionnier, Nando Dixkontrol, est généralement salué par la presse spécialisée espagnole et catalane pour son innovation musicale et artistique, et pour avoir été le précurseur de la scène makina,,. Les artistes compositeurs encore actifs en 2012 incluent notamment M-Project, Xavi BCN, Dani Delirio, et PJ Makina.
Des labels indépendants consacrés à la makina font tout d'abord leur apparition en Espagne dans les années 1990, pendant l'émergence du genre. Deux d'entre eux — Bit Music et Uptempo — possèdent un grand catalogue musical. Bit Music possédait deux succursales consacrées à la makina,  Xque Records (par la suite devenu le défunt Al-Khemie Records), et Chasis Records. D'autres labels locaux ayant plus ou moins popularisés la makina incluent 089 Records, Acceleration Records, ADN Sound, Makina Inside, Makinaria Records, Jewel Up, SpeedSadd et Ruboy Records. Au niveau international, plus particulièrement au Royaume-Uni, des labels contemporains — tels que Monta Musica, Rewired Records, et The Future of Makina — continuent à faire la promotion du genre sur les réseaux sociaux.

## Événements

### Espagne
- Xque (juillet 1992-juillet 2007 ; réouverture septembre 2010 dans un nouveau local)
- Chocolate
- Limite
- Piramide (ne fait plus makina et hardcore depuis mai 2009)
- Activa
- Chasis (ouverture le 9 novembre 1989, changements puis fermeture en 2010) ; réouverture (2010-2011) sur le site de Santa Susanna
- Pont Aeri (Vallgorguina, 1992-septembre 2012 ; Manresa, juin 2000-décembre 2001 ; Traiguera, juillet 2000-janvier 2002 ; Terrassa, décembre 1992-2003)
- Coliseum
- Scorpia, puis Kontrol (fermée en mai 2009)
- Activa (septembre 2007-31 décembre 2010)
- La Festa (fermée[Quand ?])

### France
- Complexe Omega, dans la salle « Aréna » (Toulouse ; boîte détruite durant un incendie criminel[49])
- Marina Atlantide (Port-Barcarès ; DJ résident : DJ Fox ; anciennement : Botch et Brian)
- Insomnia (Port-Barcarès ; résident : DJ Fox ; anciennement : Botch et Brian)
- Roll's Dance Club (Castres ; fermé en 2013)
- Stromboli (36)
- Up and Down (Perpignan ; DJ résidents : Julio et Torria ; cette boîte a fait des soirées avec Pastis y Buenri, Sisu, David Max, du Piramide)
- Jame's (près de Toulouse, fermé depuis 2003 ; la seule discothèque avec un DJ espagnol, Tommy M, résident de Scorpia à l'époque)